# Brunonia Glacier
Brunonia Glacier är en glaciär i Sydgeorgien och Sydsandwichöarna (Storbritannien). Den ligger i den nordvästra delen av Sydgeorgien och Sydsandwichöarna. Brunonia Glacier ligger 56 meter över havet.
Terrängen runt Brunonia Glacier är kuperad. Havet är nära Brunonia Glacier åt nordost.  Det finns inga samhällen i närheten. 